# Kotschubejewo
Kotschubejewo (russisch Кочубеево, deutsch Agonken, 1938–1945 Altsiedel) ist ein Ort in der russischen Oblast Kaliningrad (Gebiet Königsberg (Preußen)). Er liegt im Südosten des Rajon Prawdinsk (Kreis Friedland (Ostpr.)) und gehört zur Gorodskoje posselenije Schelesnodoroschnoje (Stadtgemeinde Schelesnodoroschny (Gerdauen)).

## Geographische Lage
Kotschubejewo liegt sechs Kilometer nordwestlich von Krylowo (Nordenburg) an einer recht unwegsamen Nebenstraße, die Nekrassowka (Nordenthal) an der russischen Fernstraße A 197 (ehemalige deutsche Reichsstraße 139) mit Panfilowo (Klonofken, 1938–1945 Dreimühl) verbindet und weiter bis nach Tscherkassowka (Wickerau) am Masurischen Kanal (russisch: Kanal Masurski) führt. Ein Bahnanschluss besteht nicht.

## Geschichte
Die ehedem Agonken genannte Gemeinde gehörte 1874 zu den sieben Kommunen, die den neu errichteten Amtsbezirk Sobrost (heute russisch: Saretschenskoje) bildeten. Dieser war bis 1945 in den Landkreis Gerdauen im Regierungsbezirk Königsberg der preußischen Provinz Ostpreußen eingegliedert. Im Jahre 1910 zählte Agonken 59 Einwohner.
Am 30. September 1928 gab Agonken seine Selbständigkeit auf und schloss sich mit der Landgemeinde Klonofken und dem Gutsbezirk Damerau (russisch: Degtjarjowo) zur neuen Landgemeinde Klonofken (1938–1946 Dreimühl, russisch: Panfilowo) zusammen. Am 3. Juni 1938 – amtlich bestätigt am 16. Juli 1938 – wurde Agonken  in „Altsiedel“ umbenannt.
Im Jahre 1945 kam der Ort mit dem gesamten nördlichen Ostpreußen zur Sowjetunion, die ihm 1950 den Namen „Kotschubejewo“ gab. Bis 2009 war er innerhalb der seit 1991/92 russischen Oblast Kaliningrad in den Krylowski sowjet (Dorfsowjet Krylowo (Nordenburg)) eingegliedert und ist seither – aufgrund einer Struktur- und Verwaltungsreform – eine als „Siedlung“ (possjolok) eingestufte Ortschaft innerhalb der Gorodskoje posselenije Schelesnodoroschnoje (Stadtgemeinde Schelesnodoroschny (Gerdauen)) im Rajon Prawdinsk.

## Kirche
Die überwiegend evangelische Bevölkerung von Agonken/Altsiedel war bis 1945 in das Kirchspiel der heute auf polnischem Staatsgebiet gelegenen Kirche Assaunen (polnisch: Asuny) eingepfarrt. Es lag im Bereich des Kirchenkreises Gerdauen (Schelesnodoroschny) innerhalb der Kirchenprovinz Ostpreußen der Kirche der Altpreußischen Union. Letzter deutscher Geistlicher war Pfarrer Emil Stascheit.
Heute liegt Kotschubejewo in der Kirchenregion Tschernjachowsk (Insterburg) innerhalb der Propstei Kaliningrad der Evangelisch-Lutherischen Kirche Europäisches Russland (ELKER).